# Кофта (река)
Кофта — река в России на Кольском полуострове, течёт по территории Ловозерского района Мурманской области. Устье реки находится в 146 км по левому берегу реки Поной. Длина реки — 13 км.

## Данные водного реестра
По данным государственного водного реестра России относится к Баренцево-Беломорскому бассейновому округу, водохозяйственный участок реки — река Поной. Речной бассейн реки — бассейны рек Кольского полуострова и Карелии, впадает в Белое море.
Код водного объекта в государственном водном реестре — 02020000112101000006510.